# Якимчук Любов Василівна
Любо́в Якимчу́к (нар. 19 листопада 1985, Первомайськ, Луганська область) — українська письменниця (поетеса, прозаїк, сценаристка), авторка книги «Абрикоси Донбасу». Лауреатка премії американського фонду Ковалевих в номінації «Поезія», Нью-Йорк (2017).

## Біографічні дані
Народилася в місті Первомайськ Луганської області. Закінчила Луганський обласний ліцей при ЛНУ ім. Т. Шевченка та факультет української філології Луганського національного університету імені Тараса Шевченка, а також маґістерську програму «Теорія, історія літератури і компаративістика» Національного університету «Києво-Могилянська академія».
У 2003—2008 роках належала до луганського Літературного угруповання «СТАН».
Авторка поетичних книжок «, як МОДА» (2009), «Абрикоси Донбасу» (2015). Співавторка музично-поетичного альбому «Абрикоси Донбасу». Поезії Якимчук перекладені більше, як на півтора десятки мов, зокрема, перекладені англійською, шведською, німецькою, французькою, польською, російською, чеською, словацькою, словенською, білоруською, литовською, болгарською, румунською, вірменською та на іврит.
Стипендіатка програми Міністра культури і національної спадщини Республіки Польща «Gaude Polonia» (2010 рік).
Ініціаторка та співорганізатор (спільно з Олегом Коцаревим проєкту «Рік Семенка» (2012). Кураторка літературної програми культурного форуму «ДонКульт» (2015, Львів).
У липні 2015 року журнал «Новое время» включив Якимчук в рейтинг ТОР-100 найвпливовіших людей культури в Україні
Через війну на сході України в лютому 2015 року батьки і бабуся Якимчук були вимушені залишити Первомайськ і переїхати на Полтавщину.
У жовтні–листопаді 2016 року Любов мала тритижневий літературний тур Північною Америкою, зокрема, презентувала свої вірші в Колумбійському університеті в Нью-Йорку, в Інституті Кеннана в Вашингтоні, в Гарвардському університеті в Кембриджі, у книгарнях Філадельфії, у Пенсильванському університеті, а також у Торонтському університеті, в Альбертському університеті та університеті Мак'Юена в Едмонтоні та в «Осередку» в Вінніпеґу.
Впродовж 2008—2010 років працювала ведучою на Українському радіо. З 2011 року пише статті і колонки для газети «День», з 2014 — для «Української правди». Протягом 2014—2018 років — редакторка відділу, власний кореспондент газети «Культура і життя». Як журналіст працює для чеського «Українського журналу» та польського порталу Culture.pl.[недоступне посилання з серпня 2019] Створила два кіносценарії для компанії Fresh Production.

### Періодика
Її вірші, поеми, оповідання та есеї друкувалися низці журналів в Україні, США, Великій Британії, Швеції, Німеччині, Польщі, Ізраїлі, Литві, Білорусі, Сербії, Болгарії, Словенії тощо.
Поезії перекладені дев'ятнадцятьма мовами — англійською, німецькою, французькою, шведською, польською, словацькою, словенською, білоруською, російською, литовською, сербською, івритом, румунською, азербайджанською, естонською, грецькою тощо.

### Книга «, як МОДА»
Дебютна поетична збірка Любові Якимчук «, як МОДА» (якщо не враховувати самвидавну «У чотирьох стінах») вийшла влітку 2009 року в львівському видавництві «Літопис». Передмову до збірки написали Василь Голобородько, Василь Герасим'юк, Анатолій Дністровий та Богдан-Олег Горобчук. Також книга містить авторське передслово. Окрім поезій у традиційному текстовому вигляді та двох поем у книжці містяться візуальні вірші та фотопоезія. «Словник фуруризму» назвав цю книгу яскравим прикладом сучасної футуристичної традиції, що «демонструє невичерпність футуристичної ефектності».

### Книга «Абрикоси Донбасу»
Друга книга поетки «Абрикоси Донбасу» вийшла у «Видавництві Старого Лева» влітку 2015 року. Книга потрапила в рейтинг «10 найкращих українських книг про АТО» за версією українського «Forbes». Також вона фігурує у списку найкращих книжок десятиліття за читацькою версією.
На основі книги «Абрикоси Донбасу» поетка Люба Якимчук та імпровізуючий контрабасист Марк Токар створили однойменний музично-поетичний проект і записали альбом, що є у відкритому доступі.
2018 року збірку «Абрикоси Донбасу» опубліковано в польському перекладі Анети Камінської у видавництві Wydawnictwo Wojewódzkiej Biblioteki Publicznej. 2019 року цю збірку видано в естонському перекладі у видавництві «Allikaäärne». Наприкінці 2021 книга вийшла в американському видавництві Lost Hors Press.
У 2023 книга вийшла шведською мовою.
Книжка «Les Abricots du Donbas» у перекладі французькою Iryna Dmytrychyn та Agathe Bonin вийшла у видавництві «Les éditions des femmes» 2023 року. Аудіоверсію книги озвучила Катрін Денев.

### Кінематограф

#### Документальний фільм «Будинок „Слово“»
Любов Якимчук у співавторстві з режисером Тарасом Томенком написала сценарій документального фільму «Будинок „Слово“» (2017) про покоління письменників Розстріляного відродження, що мешкали в одному місці (у харківському будинку Слово) та в один час (у 30-х роках ХХ ст.). У 2018 році стрічка отримала українську національну кінопремію «Золота дзиґа» в категорії «Найкращий документальний фільм».

### Драматургія

#### Вистава «Стіна»
Авторка п'єси про війну на Сході України «Стіна», створеної на замовлення Національного академічного драматичного театру ім. Івана Франка до 100-річчя заснування театру. Режисер вистави — швейцарський режисер Томас Меттлер.

## Експерименти на перетині мистецтв

### Поезія та музика
- Учасниця музично-поетичного дуету Токар-Якимчук. Дует ініційований джазовим контрабасистом Марком Токарем[10]. Уперше їхній спільний проєкт було представлено на Форумі видавців у Львівському академічному театрі ім. Леся Курбаса під назвою «Жінка, дим і небезпечні предмети».[11] Також митці презентували публіці інші проєкти — «Дзеркала», «Донбас і контрабас» та «Абрикоси Донбасу».
- Авторка текстів до міжнародного фріджазового проєкту «Aphrodite»[12], у якому задіяні несподівані вокальні текніки, речитатив, і навіть звуки дитячих іграшок (вокал Олесі Здоровецької).
- Вірші Любові Якимчук разом із віршами Сергія Жадана звучать у проєкті Мар'яни Садовської для чотирьох голосів і чотирьох контрабасів «2014».
- Вірші Якимчук виконує співачка Олеся Здоровецька (Дублін), зокрема у проєкті «Звуки сказу».

### Відеопоезія
Співавторка циклу відеопоезії «Досить розмов у моїй голові», створених сумісно із режисеркою Юлія Блаут 2008 року, що відзначені на ІІ Міжнародному фестивалі відеопоезії в Санкт-Петербурзі.

### Фото та поезія
Люба Якимчук як модель і поетка взяла участь у синтетичному проекті «Дівчата знімають дівчат», що був представлений у Луганську навесні 2008 року. Під час заходу було представлено до 70 робіт фотографів з Луганська, Донецька та Києва, вірші Любові Якимчук та Олени Заславської та бодіарт-перформенс. 
У книзі Якимчук «, як МОДА» міститься фотопоезія «Сірники» — фотографія, композиційною частиною якої є вірш. 

### Поезія та мода
Люба Якимчук разом з кількома поетками взяла участь у проекті української модельєрки Ксенії Шнайдер «Дівчата пишуть вірші». Вони до Дня Святого Валентина в одязі від бренду Ksenia Schnaider Studio записали відеозбірку любовних віршів. Також цей проєкт був представлений під час Книжкового арсеналу 2015 року.

### Культурний менеджмент
Любов Якимчук стала ініціаторкою культурного проєкту «Рік Семенка», низки акцій, що проходили протягом 2012 року та присвячені 120-річчю від дня народження поета-футуриста Михайля Семенка. В організації проєкту «Рік Семенка» брав активну участь поет і журналіст Олег Коцарев. «Рік Семенка» — це дискусії, літературні читання, лекції (зокрема, лекція мистецтвознавця Дмитра Горбачова «Під знаком Семенка»), а також «Ніч поезії і музики нон-стоп» на Форумі видавців у Львові, присвячена Семенкові. Підсумки «Року Семенка» були підведені на заході «Виставка поетів ім. Михайля Семенка» в Національному музеї літератури України, де поет і видавець Іван Малкович анонсував видання вибраних поезій Михайля Семенка в серії «УПА». Проєкт підтримав племінник Михайля Семенка — Марко Миколайович Семенко.
«Рік Семенка» супроводжувався дослідженням біографії письменника та інформуванням про його перебіг читачів групи «Рік Семенка» на фейсбуку. За підсумками дослідження опублікована біогафічна стаття про поета «Михайль Семенко: від футуризму до тероризму», яку написала Якимчук.
Любов є організаторкою низки літературних проєктів «100 років футуризму. Ремонт Шевченка», «Ліжко для кохання» (за мотивами творчості художника Василя Єрмілова), «Тур футуристів Донбасом», «Аеробіка для обличчя» та інших.
Любов є кураторкою літературної програми культурного форуму «ДонКульт» у Львові (червень 2015) та була кураторкою літературної програми його логічного продовження — форуму «ПогранКульт — GaliciaKult» у Харкові (жовтень 2016).
31 грудня 2015 року Любов Якимчук разом із культурною менеджеркою і поеткою Галиною Танай розпочали культурний проєкт «Метро до Кибинець». Ідеться про організацію культурних подій у Кибинцях, де народився поет Михайль Семенко.

## Участь у фестивалях
Любов Якимчук є учасницею десятків українських та європейських фестивалів.
Серед європейських фестивалів — Warszawskie Targi Książki (Польща, 2010), Stockholms Intrenationella Poesifestival (Стокгольм, Швеція, 2014), Europejski Stadion Kultury (Ряшів, Польща, 2012), Міжнародний конгрес Werte und Wandel (Берлін, 2014), фестиваль Poznań Poetów (Познань, Польща, 2015), словацький франкофонний фестиваль Cap à l´Est (Банська Штявниця, Словаччина, 2015), Міжнародний поетичний фестиваль Вершы на асфальце (Мінськ, 2016).
Серед українських фестивалів — Міжнародний літературний фестиваль Форуму видавців у Львові, Міжнародний поетичний фестиваль MERIDIAN CZERNOWITZ, ГОГОЛЬFEST, Міжнародний музично-мистецький фестиваль Арт-Поле, Міжнародний українсько-польський фестиваль FortMissia, Літературно-мистецький фестиваль «Київська Барикада», Музично-літературний андерграундовий фестиваль «День Незалежності з Махном», Форум «Донкульт — Мистецькі надра».
Вона є учасницею «Поетичного десанту», циклу мистецьких виступів, організованих Сергієм Жаданом у грудні 2014 року у прифронтових містах — Слов'янську, Сєвєродонецьку, Краматорську та Рубіжному. Також виступала в турі письменників Донбасом «Говорити. Слухати» у Сватовому, Старобільську, Лисичанську в травні 2015 року. 2014 року здійснила великий тур Україною із презентацією книги «Абрикоси Донбасу». Учасниця літературних зустрічей у Сокальській та Миколаївській виправних колоніях на Львівщині «Читання за ґратами» (разом з Юрієм Андруховичем, Галиною Крук, Юрієм Матевощуком та Миколою Шпаковським; 2016)

## Нагороди, премії, стипендії
- Лауреатка Всеукраїнського конкурсу читаної поезії «Молоде вино» (2007)
- Лауреатка Літературного конкурсу видавництва «Смолоскип» (2008)
- Літературна премія ім. Богдана-Ігоря Антонича «Привітання життя» за книгу «, як МОДА» (І місце, 2008)
- Стипендія Міністра культури і національної спадщини Республіки Польща «Gaude Polonia» (2010)
- Літературна премія імені Василя Симоненка НСПУ за книгу «, як МОДА» (2010)
- Лауреатка літературного конкурсу «Ноосфера» (2008)
- Лауреатка Всеукраїнського конкурсу радіоп'єс «Відродимо забутий жанр» (за трагедію «Міміка», 2010)
- Премія професора Романа Струця за найкраще маґістерське дослідження «Архітекстуальність верлібру Василя Голобородька: збірка „Українські птахи в українському краєвиді“»(2011)
- Лавреатка Всеукраїнського літературного конкурсу «Витоки», І місце в номінації «Проза», 2011
- Дипломантка Літературного конкурсу «Коронація слова» за п'єсу «Аеробіка для обличчя» (2013)[18]
- Лауреатка Міжнародної «Слов'янської поетичної премії» (2013)
- Лауреатка І премії Міжнародного конкурсу «Коронація Слова» в номінації «Кіносценарії» за кіносценарій художнього фільму «Будинок СЛОВО», написаний у співавторстві з режисером Тарасом Томенком (2015).
- Лауреатка премії американського фонду Ковалевих в номінації «Поезія», Нью-Йорк (2017).
- Лауреатка Національної премії «За подвижництво у державотворенні» ім. Якова Гальчевського (2018).
- Лауреатка І премії конкурсу «Гранд Коронація слова» в номінації «Кіносценарії» (2022)

### Книги та антології
Окремі книжки
- Якимчук, Любов. У чотирьох стінах (набір шпалерів). — Луганськ: СамВидав-ТиВидав, 2007
- Якимчук, Любов. , як МОДА [Текст]: поезії / Фото К. Мотильової; дизайн А. Московченко. — Львів: Каменяр, 2009. — 76 с.: іл. — (літ. Премія ім. Б.-І. Антонича «Привітання життя»).
- Якимчук, Любов. Абрикоси Донбасу. — Львів: Видавництво Старого Лева, 2015.
- [естонський переклад:] Jakõmtšuk, Ljubov. Donbassi aprikoosid / Tõlge: Mathura. — [Sine loco:] Allikaäärne, 2019.
- [польський переклад:] Lubow Jakymczuk. Morele Donbasy. — Poznań: Wydawnictwo Wojewódzkiej Biblioteki Publicznej i Centrum Animacji Kultury w Poznaniu, 2018
- [англійський переклад] Lyuba Yakimchuk. Apricots of Donbas / translated by edited Oksana Maksymchuk, Max Rosochinsky, Svetlana Lavochkina. — Lost Horse Press, 2021 (USA)

Книжки у співавторстві та антології
- Мінкін Я., Якимчук Л., Реуцький К., Заславська О. Переворот. — Луганськ: Глобус, 2007. — 128 с.: іл.
- Любов Якимчук. Ніч 10-го року. // Сновиди. Сни українських письменників.- К.: А-БА-БА-ГА-ЛА-МА-ГА, 2010. — 416 с.
- Любов Якимчук. Луганські зуби, ріки, ноги. // Соломонова Червона Зірка / Упор. Лесь Белей. — К.: Темпора, 2011
- Lubow Jakumczuk. Tow. Dym (poemat)//Cząstki pomarańczy. Nowa poezja ukraińska, Narodowe Centrum Kultury-Korporacja Ha!art, Warszawa-Kraków 2011. (Любов Якимчук. Тов. Дим (поема) Дольки помаранч. Нова українська поезія, Національний Центр Культури-Корпорація «Ha!art», Варшава-Краків 2011.)
- Любов Якимчук. Поезії. // Степ-Step: Поетична антологія. — Львів: Піраміда, 2012. — 196 с. — С.6-23
- Любов Якимчук. Квіти снігу. // Квіткова антологія. — Брустурів: Дискурсус, 2013. — 172 с.

### Переклади
- Вірші Філіпа Б. Вільямса, Олени Дженнінґс, Алексіс Поуп, Каміли Ранкін, Емілі Тодер, Сари В.Швайг / Переклад з англійської Любові Якимчук // Антологія молодої поезії США. Упоряд. Т. Малковича.—К.: А-БА-БА-ГА-ЛА-МА-ГА, 2016.—260 с.
- «І покоління приходить…». Антологія сучасної ізраїльської поезії / Упоряд. та ред. Ю. Морозюк, А. Дубинська. — К.: Дух і літера, 2012 (Поезію Ефрат Мішорі переклала Любов Якимчук).
- Марюс Бурокас «Я би їхав автобусом полум'я». Пер. з литовської Любов Якимчук. — ШО — 2016 — № 1 — С. 41–44

### Фільмографія
Будинок «Слово» (фільм), сценарій, 2017 (реж. Тарас Томенко)

## Громадська позиція
За активну роботу зі смислами щодо російського вторгнення в Україну отримала Національну премію «За подвижництво у державотворенні» ім. Якова Гальчевського (2018).
У червні 2018 року підтримала відкритий лист діячів культури, політиків і правозахисників із закликом до світових лідерів виступити на захист ув'язненого у Росії українського режисера Олега Сенцова й інших політв'язнів.